# Victor Hedberg
Victor Boschian Hedberg, född 1 december 2000, är en svensk handbollsmålvakt som spelade för Lugi HF, innan han bytte till IFK Kristianstad.
Han deltog i U19-VM 2019.